# Bomba wz. 99 nr 80
Bomba wzór 99 Nr 80 – japońska bomba lotnicza z czasów II wojny światowej o masie 800 kg zaprojektowana specjalnie celem przeprowadzenia ataku lotniczego na amerykańskie pancerniki w Battleship Row w Pearl Harbor. Bomba została opracowana przez modyfikację artyleryjskiego pocisku przeciwpancernego kalibru 41 cm, i według danych japońskich, zdolna była do przebicia stali pancernej o grubości 150 mm. Czepiec balistyczny bomby miał grubość 486,8 mm, jej maksymalna średnica wynosiła 409 mm, zaś długość 235 cm. Spłonka 2,8% TNA oraz ogonowy zapalnik zostały zduplikowane celem zapewnienia detonacji. Przed ładunkiem inicjującym umieszczono aluminiowy trzpień amortyzujący, celem zapobieżenia detonacji przy uderzeniu. Bomba została zaprojektowana specjalnie celem ataku z lotu horyzontalnego na amerykańskie pancerniki w bazie Pearl Harbor, które stały osłonięte innymi okrętami przed atakiem torpedowym.